# 舌柱麻
舌柱麻（学名：Archiboehmeria atrata）为荨麻科舌柱麻属的植物。分布于越南以及中国大陆的广东、广西、湖南、海南等地，生长于海拔300米至1,500米的地区，一般生长在山谷半阴坡疏林中较潮湿肥沃土上和石缝内，目前尚未由人工引种栽培。

## 别名
细水麻叶（广西大苗山） 两广紫麻（海南植物志） 震叶紫麻、震叶花点草（广西植物名录）